# Yujiro Takahashi
 (juillet 2021).
Yujiro Takahashi (高橋 裕二郎, Takahashi Yujiro) (13 janvier 1981) est un catcheur japonais connu pour son parcours au sein de la New Japan Pro Wrestling. Il s'est fait connaître en s'alliant avec Tetsuya Naito avec qui il a remporté une fois le championnat poids-lourd junior par équipe IWGP et le championnat par équipe IWGP à une reprise. Il a également remporté au cours de sa carrière une fois le championnat poids-libre NEVER.

## Carrière

### Total Nonstop Action Wrestling (2009)
Lors de Lockdown (2009), ils perdent contre The Motor City Machine Guns (Alex Shelley et Chris Sabin) dans un Three-way Tornado Tag Team Six Sides of Steel cage match qui comprenaient également The Latin American Xchange (Hernandez et Homicide) et ne remportent pas les IWGP Junior Heavyweight Tag Team Championship. Le 14 mai 2009, ils perdent contre Kevin Nash dans un Handicap Match.

### Consejo Mundial de Lucha Libre (2009, 2012)
Lors de Sin Salida 2009, lui et Tetsuya Naitō perdent contre El Texano Jr. et El Terrible dans un Lucha de Apuesta hair vs. hair match et ont tous les deux été rasé complètement chauve après le match selon les traditions de la Lucha Libre.
Le 5 juin 2012, il perd contre Rush et ne remporte pas le CMLL World Light Heavyweight Championship.

### Retour à la New Japan Pro Wrestling (2010-...)

#### Chaos (2010-2014)
Lors de Wrestle Kingdom IV, lui et Tetsuya Naitō battent Team 3D (Devon et Bully Ray) et Bad Intentions (Giant Bernard et Karl Anderson) dans un triple Hardcore match pour gagner le IWGP Tag Team Championship. Le 14 février 2010, ils conservent leur titres contre El Texano Jr. et El Terrible.
Lors de Wrestle Kingdom VI, lui et Masato Tanaka perdent contre MVP et Shelton Benjamin. Le 11 mars, il perd contre Hirooki Goto et ne remporte pas le IWGP Intercontinental Championship.
Lors de King of Pro-Wrestling, il perd contre Tetsuya Naitō et ne remporte pas le NEVER Openweight Championship et le number one contendership pour le IWGP Heavyweight Championship.

#### Bullet Club (2014-...)
Lors de Dominion 6.21, lui et A.J. Styles battent Chaos (Kazuchika Okada et Tomohiro Ishii). Le 29 juin, il bat Tomohiro Ishii avec l'aide du reste du Bullet Club et remporte le NEVER Openweight Championship. Il participe fin juillet au tournoi G1 Climax où il remporte quatre des dix rencontres effectuées. Lors de Destruction in Okayama, il conserve son titre contre Yoshi-Hashi. Lors de King Of Pro-Wrestling 2014, il perd son titre contre Tomohiro Ishii,. 
Il participe ensuite au World Tag League 2014 avec A.J. Styles, mais ils ne remportent que quatre matchs pour trois défaites. Durant l'année 2015, il participe à la New Japan Cup 2015 ou il est éliminé au second tour et au G1 Climax 2015 ou il remporte trois de ses matchs,. 
Le 4 janvier 2016, au cours de Wrestle Kingdom 10, lui, Bad Luck Fale et Tama Tonga perdent Toru Yano et The Briscoe Brothers est ne deviennent pas les premiers NEVER Openweight Six Man Tag Team Champions. Lors de The New Beginning in Osaka 2016, ils battent Toru Yano et The Briscoe Brothers et remportent les NEVER Openweight 6-Man Tag Team Championship. Lors de The New Beginning in Niigata 2016, ils perdent leur titres contre Yano et les Briscoes. Le 23 avril, lui, Kenny Omega et Bad Luck Fale perdent contre Hiroshi Tanahashi, Michael Elgin et Yoshitatsu et ne remportent pas les NEVER Openweight 6-Man Tag Team Championship. Lors de Dominion 6.19, lui, Bad Luck Fale et Adam Page battent Togi Makabe, Yoshitatsu et Captain New Japan. Le 14 août, lui et Adam Page perdent contre The Briscoe Brothers (Jay Briscoe et Mark Briscoe) et ne remportent pas les IWGP Tag Team Championship. Lors de King of Pro-Wrestling, lui, Adam Cole et Bad Luck Fale perdent contre Chaos (Tomohiro Ishii, Will Ospreay et Yoshi-Hashi). Lors de Wrestle Kingdom 11, lui, Bad Luck Fale et Hangman Page perdent contre Los Ingobernables de Japón (Bushi, Evil et Sanada) dans un Gauntlet Match qui comprenaient également Chaos (Jado, Will Ospreay et Yoshi-Hashi) et David Finlay, Ricochet et Satoshi Kojima et ne remportent pas les NEVER Openweight 6-Man Tag Team Championship.
Lors de la première nuit de la tournée G1 Special in USA, lui, Bad Luck Fale, Marty Scurll, Matt et Nick Jackson perdent contre Chaos (Baretta, Jay Briscoe, Mark Briscoe, Rocky Romero et Will Ospreay). Le lendemain, lui, Bad Luck Fale, Cody et Marty Scurll battent Chaos (Jay Briscoe, Kazuchika Okada, Mark Briscoe et Will Ospreay). Le 15 juin 2018 lors de NJPW Kizuna Road 2018, il gagne avec Taiji Ishimori contre Shota Umino & Tomoyuki Oka. Le 17 juin, ils battent Hiroyoshi Tenzan & Ren Narita. Le 19 juin, ils battent KUSHIDA & Ren Narita, le lendemain, ils les battent de nouveau. Le 22 juin, ils battent Ren Narita et Ryusuke Taguchi. Lors de RevPro Strong Style Evolved UK - Tag 1, ils battent Aussie Open (Kyle Fletcher et Mark Davis). Lors de RevPro Strong Style Evolved UK - Tag 2, il perd contre WALTER,.
Lors de Power Struggle 2021, lui, Evil et Sho battent Chaos (Hirooki Goto, Tomohiro Ishii et Yoshi-Hashi) et remportent les NEVER Openweight 6-Man Tag Team Championship.

## Palmarès
- Consejo Mundial de Lucha Libre

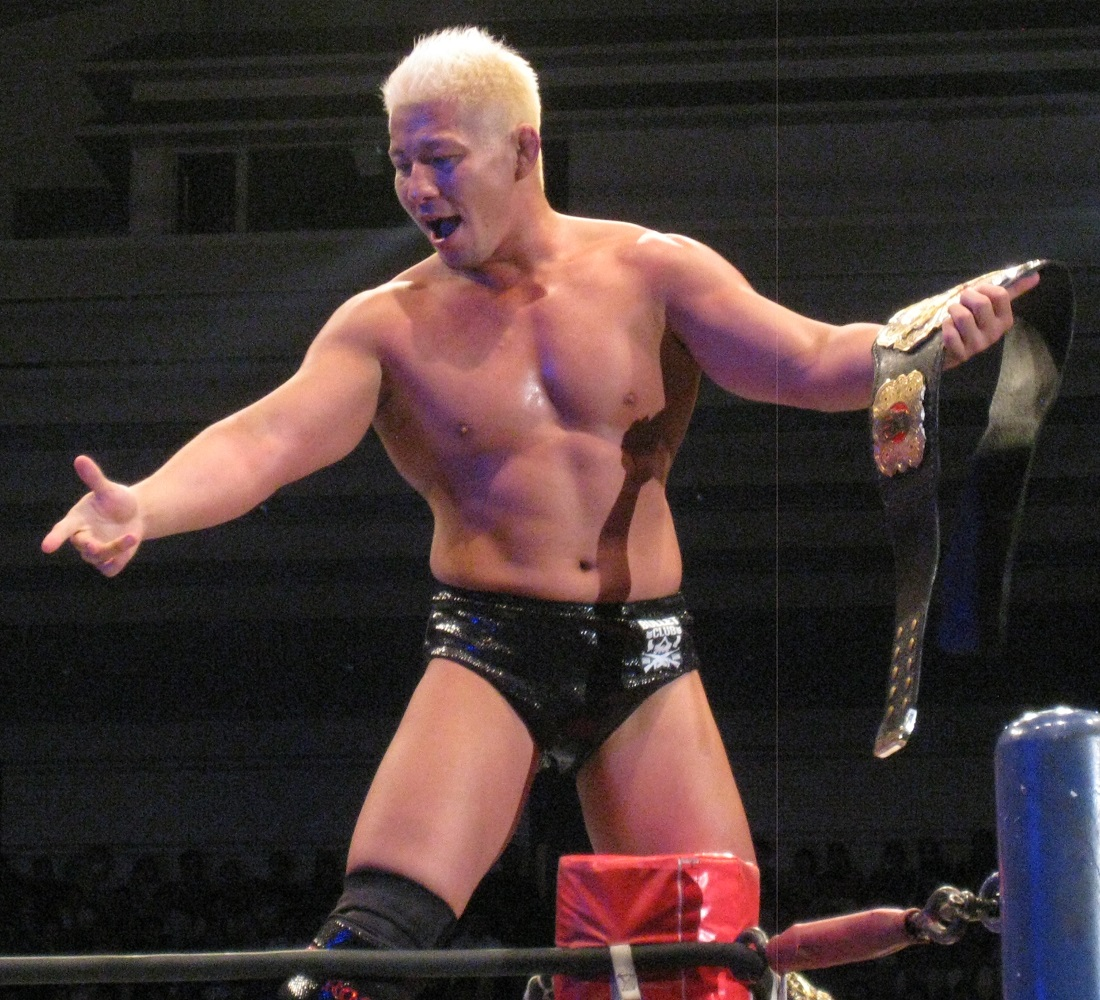
Yujiro Takahashi avec le NEVER Openweight Championship en 2013.

  - Gran Alternativa (2009) avec Okumura[3]

- New Japan Pro Wrestling
  - 1 fois IWGP Tag Team Champion avec Tetsuya Naitō[40]
  - 1 fois IWGP Junior Heavyweight Tag Team Champion avec Tetsuya Naitō[40]
  - 1 fois NEVER Openweight Champion[40]
  - 3 fois NEVER Openweight 6-Man Tag Team Championship avec Bad Luck Fale et Tama Tonga (1) et Evil et Sho (2)

## Récompenses des magazines
- Pro Wrestling Illustrated

| Année | 2009 | 2010 | 2011 | 2012       | 2013 | 2014 à 2015 | 2016 | 2017 |
| ----- | ---- | ---- | ---- | ---------- | ---- | ----------- | ---- | ---- |
| Rang  | 166  | 127  | 184  | Non classé | 234  | Non classé  | 303  | 309  |